# Aleksander Miszke
Aleksander Jan Gustaw Miszke (ur. 6 września 1882 w Warszawie, zm. ?) – polski inżynier, specjalista inżynierii kolejowej, profesor zwyczajny.

## Życiorys
W rodzinnej Warszawie ukończył gimnazjum w 1901. Został absolwentem Instytutu Inżynierów Komunikacji w Petersburgu w 1908. Zatrudniony jako naczelnik wydziału technicznego Dyrekcji Budowy Kolei Żelaznych od 1919 do 1927, następnie w Biurze Projektów i Studiów Polskich Kolei Państwowych od 1927 do 1936. Od 1936 był profesorem zwyczajnym w Zakładzie Dróg Żelaznych na Wydziale Inżynierii Politechniki Warszawskiej. Wykładał w Oficerskiej Szkole Inżynierii.
Po wybuchu II wojny światowej, kampanii wrześniowej i nastaniu okupacji niemieckiej zadeklarował się jako Niemiec i po 1940 otrzymał od Niemców zezwolenie na utworzenie Prywatnej Szkoły Zawodowej dla Chłopców (Private Fachschule für Knaben von Prof. A. Mischke), która mieściła się przy ul. Pankiewicza 3, od 1941 przy ul. Wspólnej (w budynku wraz z hotelem dla żołnierzy niemieckich; tzw. Soldatenheim), w tym samym roku placówka została wcielona do Państwowej Szkoły Budownictwa.

## Publikacje
- Kurs dróg żelaznych
- Projekt przebudowy węzła warszawskiego
- Rola komunikacji podczas wojny
- Album nawierzchni: (załącznik I do kursu Dróg żelazn. Cz. 1) (1925)
- Praca rozrządowa Polskich Kolei Państwowych i projekt jej reorganizacji (1935)

## Odznaczenia
- Krzyż Kawalerski Orderu Odrodzenia Polski (11 listopada 1937)[2]
- Złoty Krzyż Zasługi (9 listopada 1932)[3]